# ペリー・コモ
ペリー・コモ（英語: Perry Como、1912年5月18日 - 2001年5月12日）は、アメリカ合衆国の歌手。フランク・シナトラと並ぶ大物エンターテイナーとして多くのテレビ番組、ステージで活躍した。

## 来歴
1912年5月18日、ペンシルベニア州キャノンズバーグでイタリア系アメリカ人の家庭にPierino Comoとして生まれた。理髪店の見習いをしていた頃に町の歌声コンクールで優勝したことがきっかけで1936年に歌手としてデビューした。当時は「歌う床屋さん」と呼ばれて親しまれた。フレディ・カーロン楽団の専属歌手として活動中にテッド・ウィ―ムスの目に留まり、専属歌手となる。だが第2次世界大戦の余波で楽団は解散、ペリーは再び理髪師に戻った。そんな彼の歌声に対する期待が高まり、ラジオのCBS放送で自身のショウを開始、1943年にはRCAレコードと契約、デビュー曲は「グッド・バイ・スー」。1945年の「時の終わりまで」は初めてのミリオン・セラーとなった。
この時期には数本の映画にも出演したもののすぐに撤退。ラジオやテレビをうまく活用しスターへの道を歩んだ。初期の頃の歌唱スタイルはビング・クロスビーに酷似していたが、やがて自分のスタイルを確立。クロスビーやフランク・シナトラと並び、20世紀を代表する本格派のポピュラー・シンガーとして君臨した。1950年代には,「パパはマンボがお好き」（1954）「ホット・ディギティ」（1956）のようなノベルティ・ソングも数多く録音したが、売り上げが好調であったためと思われる。彼の真価はバラードで発揮され、「恋のとりこ」（1946）「魅惑の宵」（1949）「ハロー・ヤング・ラバーズ」（1951）「イフ」（1951）バート・バカラックの「マジック・モーメンツ」（1958）「夢で恋すれば」（1965）「イッツ・インポッシブル」（1970）「アンド・アイ・ラブ・ユー・ソー」（1973）などのスタンダード中心のヒット曲があり、全米ナンバー・ワンとなった歌は14曲を数える。1953年には14年の長寿番組となる「ペリー・コモ・ショー」がスタート。このテレビ番組は日本でも1959年12月から2年間放送され、人気を呼んだ。1967年以降は毎年のようにTVスペシャルを制作。1994年の"Irish Christmas"(1994)まで40本を数えた。公演を録画した番組のほか、ハワイやロンドン、メキシコ、オーストリア、 ニューヨーク、 ハリウッド、バハマ、 カナダ、パリなど世界各地でゲストを招いて収録され、ファンを楽しませた。

1970年にはラスベガスのインターナショナル・ホテル（現在のヒルトン・ホテル）に6月25-27日まで出演。その模様は"Perry Como in person at the International hotel, Las Vegas"でレコード化され、大変な話題になった。
レコード会社は、デビュー当時から40年以上にわたりRCAに所属した。このような長期間同じ会社にいることは、当時から待遇アップなどの条件でレコード会社を移籍するのを常識としたアメリカの考え方としては非常に珍しく、国内外問わずファンに誠実な印象を与えた。またマフィアとの関係を嫌いカジノでの公演を拒否し続けた人物としても知られ、フランク・シナトラと異なりスキャンダルの少ないクリーンな歌手として、芸能生活を送った。1979年には初めての来日公演を果たしている。"Warm at heart"ともいわれるその暖かく優しい歌声は時代を超越して支持されている。
1999年5月15日　故郷のペンシルベニア州キャノンズバーグに,それまでの功績を称えコモの等身大の彫像が設置された。
2001年5月12日、フロリダの自宅で死去。88歳没。
2002年には"Grammy lifetime achievement Award"を受賞。

## 主な作品
- 時の終わりまで Till the End of Time （1945年）
- 恋のとりこ Prisoner of Love （1945年）
- テンプテーション Temptation （1945年）
- 君が十六だった頃 When You Were Sweet Sixteen （1947年）
- ビビディ・バビディ・ブー Bibbidi-Bobbidi Boo （1949年）
- 夢はひそかに A Dream Is A Wish Your Heart Makes （1949年）
- バラの刺青 The Rose Tattoo （1951年）
- 星を見つめないでDon't let the stars get in your eyes(1952年）
- パパはマンボがお好き Papa Loves Mambo （1954年）
- ウォンテッド Wanted （1954年）
- 流れ星をつかもう Catch a Falling Star （1957年）グラミー賞最優秀男性歌唱賞を受賞。[5]
- 酒とバラの日々 The Days of Wine and Roses （1963年）
- 夢で恋すれば Dream on little dreamer （1965年）
- シアトル Seattle （1969年）
- イッツ・インポッシブル It's Impossible （1970年）
- アンド・アイ・ラブ・ユー・ソー And I Love You So （1973年）

## 主要なアルバム
- "So smooth"(1955)
- "We get letters"(歌の贈り物）1957
- "Saturday night with Mr. C(1958）
- "Como's golden records"(1958)
- "Sing to me Mr. C"(1961)
- "By request"(1962)
- "Songs I love"(1963)
- "Perry Como in Italy"(1966)
- "Seattle"(1969)
- "It's impossible"(1971)
- "I think of you"(1971)
- "And I love you so"(1973) RIAA公認ゴールドディスク
- "Merry christmas music"(1957)RIAA公認ゴールドディスク
- "Season's greetings"(1960)RIAA公認ゴールドディスク

## 映画
- "Something for the boys"(1944)
- "Doll face"(1945)
- "If I'm lucky"(1946)
- "Words & music"(1948)

## 日本公演
- 1979年 初来日

4月20日 大阪厚生年金会館、22日 中野サンプラザ、す23日　京王プラザホテル　24日　帝国ホテル　26日 日本武道館、27日 NHKホール
- 1981年3月29日　第10回世界歌謡祭にゲスト出演　日本武道館
- 1982年12月14日　福岡サンパレス　15日　名古屋市民会館　16日　神奈川県民ホール　17日　中野サンプラザ　19日　NHKホール20日　大阪　フェスティバルホール　21日　東京　新高輪プリンスホテル「飛天」22日　新高輪プリンスホテル「飛天」
- 1989年10月22日"Gala Concert for President Ronald Reagan"　横浜アリーナ
- 1993年3月8日　NHKホール